# Lago Tort de Rius
El lago Tort de Rius (en occitano estanh Tòrt de Rius) es un lago de origen glaciar situado a 2350 metros de altitud, en el municipio de Alto Arán, en el Valle de Arán. 
Tiene una profundidad de 25 metros y una capacidad de 40 ha, cerca del lago Tort de Rius se encuentra el lago de Rius, sus aguas alimentan al río o arriu de Valarties que se une al río Garona en la localidad de Arties.
Coronando el lago Tort de Rius se encuentran el Tuc de Conangles (2784 m), el pico de Tossau de Mar (2751 m) y Tuc dera Canau de Rius (2812 m).    

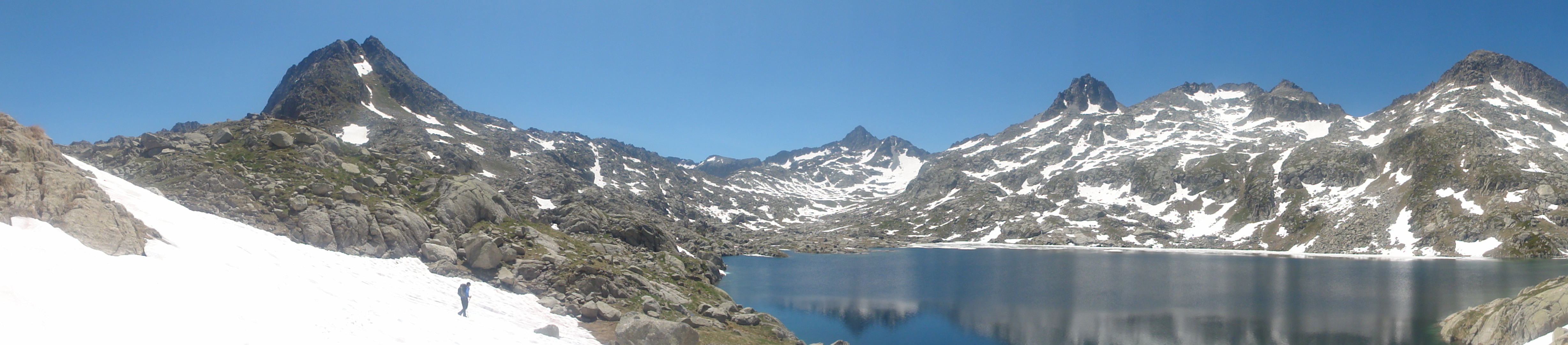
Vista del Lago Tort de Rius